# Kleine Donau (Ilm)
Die Kleine Donau ist ein Auenwasserlauf in der rechten Flussebene der Donau bei und unterhalb von Vohburg an der Donau und der Unterlauf für einen Teil des Wassers der Ilm. Sie mündet nach einem Lauf von etwa 8 km, auf dem Namensabschnitt, zusammen mit ihrem Oberlauf Wellenbach über 28 km, gegenüber von Pförring im Landkreis Eichstätt in Oberbayern von rechts in die Donau.

## Verlauf

### Oberläufe
Der Hauptstrang der Kleinen Donau entsteht unter dem Namen Moosbach etwas südöstlich des Pfarrdorfs Hög (Markt Reichertshofen) im Wald neben der Bahnstrecke München–Treuchtlingen. Nach einem Bogen nach Westen läuft der Bach insgesamt etwa nordnordöstlich, zuletzt unter dem Namen Wellenbach, wo sie dann am südlichen Ortsrand von Vohburg an der Donau in der rechten Flussaue mit dem von Süden kommenden Ilm-Flutkanal zusammenläuft und damit die Kleine Donau schafft.
Die Ilm wird etwas oberhalb an der sogenannten „Schleuse“ in drei Arme aufgeteilt (siehe dort). Der rechte Arm fließt unter dem alten Namen mit der Restwassermenge nach Osten in Richtung Hartacker, Oberwöhr, Münchsmünster und mündet bei Bad Gögging in die Abens. Der mittlere Arm führt einen knappen halben Kilometer nach Norden zur Neumühle, wo er sich mit dem linken Arm, dem Ilm-Flutkanal, vereinigt. Etwas über einem halben Kilometer abwärts fließt dieser weiterhin nordwärts laufende Kanal mit dem linken Wellenbach zur Kleinen Donau zusammen.

### Namens-Unterlauf
Die Kleine Donau strebt dann auf ihrem stets flussnahen Lauf in der rechten Auenebene, überwiegend dicht an der Außenseite des Hochwasserdamms, grob nordostwärts im spitzen Winkel zur Donau, in die sie 8,2 km unterhalb des Zusammenflusses ihrer Oberläufe, kurz vor der Donaubrücke nach Pförring hinüber, von rechts einmündet.

## Geschichte
Früher war die Kleine Donau ein kleiner südlicher Nebenarm der Donau. Sie floss im Süden am Burgberg von Vohburg vorbei, der Hauptarm im Norden, womit die Burg auf einer Insel in der Donau lag. Heute besteht kein Zufluss von der Donau mehr, sondern der Auenlauf speist sich aus den genannten Oberläufen. Die Kleine Donau mündete ursprünglich gleich unterhalb von Vohburg und gegenüber von Dünzing in die Donau. Zum Hochwasserschutz wurde die Mündung dann mehrmals immer weiter flussabwärts verlegt.

## Besonderheiten
Weil die Hochwässer der Ilm über das Teilungswehr an der Neumühle nahezu vollständig in die Kleine Donau abgeleitet werden, schwankt in dieser der Wasserstand heftig und schwillt insbesondere nach längeren Regenfällen und bei der Schneeschmelze stark an. Um die Stadt in Zukunft vor Hochwässern weitgehend zu bewahren, wurden in den vergangenen Jahren Hochwasserschutzmaßnahmen unternommen.